# 渡良瀨溪谷鐵道WKT-500型柴聯車
渡良瀨溪谷鐵道WKT-500型柴聯車（日语：／ Watarase Keikoku Tetsudō WKT-500-gata kidōsha）是渡良瀨溪谷鐵道的渡良瀨溪谷線使用的通勤型柴聯車，並分別在2011年4月28日及2015年投入使用。

## 概要
由於JR東日本的足尾線在1989年轉變成由第三部門鐵道渡良瀨溪谷鐵道營運的渡良瀨溪谷線，而當時該公司擁有的渡良瀨溪谷鐵道Wa 89-100型、Wa 89-200型和Wa 89-300型柴聯車皆因車體老舊需要汰換，因此渡良瀨溪谷鐵道決定引進新型的WKT-500型柴聯車，並分別在2011年和2015年各製造一輛車輛。而本型車也是該公司時隔17年再度引進的新型通勤型車輛。

## 規格與構造
本型車由新潟運輸系統負責製造，並以NDC為基礎進行設計。車體長度為18,000mm，比Wa 89-100型、Wa 89-200型和Wa 89-300型柴聯車的車體長度還長。本型車的乘務員室設置在車頭左邊，並配備可進行一人控制的相關設備。車體兩側皆設有6面窗戶，其中靠近車頭與車位的窗戶下半部可往上滑動，其餘皆為固定式的窗戶。本型車的車體塗裝採用舊型車輛的紅銅色，窗戶周圍使用奶油色，並在窗戶的正下方搭配金色的條紋和以動物剪影為主題的浮雕。而車廂內部配備長條式的座椅和放置輪椅的專用空間，但並未設置廁所。